# スーダンの音楽

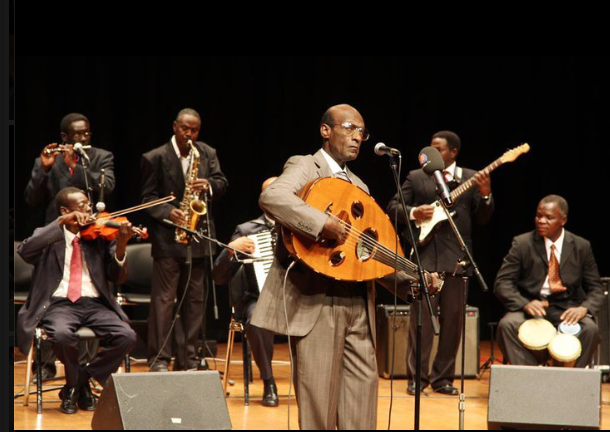
有名な歌手モハメッド・アル・アミンと彼のバンド

スーダンの音楽（スーダンのおんがく、Music of Sudan）は、スーダンで親しまれている音楽。
伝統的で地方のアフリカ北東部のルーツを持ち、特に20世紀初頭以降のポピュラーなブラック・コンテンポラリー（アーバン・ミュージック）では、アラブ音楽、西洋ポピュラー音楽、またはその他のアフリカの音楽の影響も見られる。

## 解説
ハルツームのような大都市が多様なバックグラウンドを持つ人々のるつぼとして確立されて以来、彼らの文化遺産と嗜好は現代のポピュラー音楽のさまざまな形を形作ってきた。今日のグローバル化した世界では、衛星テレビやインターネットを介した音楽の作成と消費は、スーダンの文化的変化の原動力であり、地元の聴衆だけでなく海外に住むスーダン人にも人気がある。
2011年の南スーダンの分離後も、今日のスーダンは非常に多様で、500を超える民族グループがアフリカで3番目に大きな国の領土に広がっている。その民族的および社会的グループの文化は、複雑な文化遺産によって特徴付けられており、イスラム教の普及、奴隷貿易の地域史、アフリカ先住民の文化遺産にまでさかのぼる。一部の民族グループは依然として独自のアフリカ語を維持しているが、今日のほとんどのスーダン人は、アラビア語のスーダン語版を使用している。
アフリカ、アラビア、キリスト教、イスラムの文化が人々のアイデンティティを形作ってきたアフリカの地理的位置と、サヘル地域の南部ベルトにあるため、スーダンは何百年もの間、アラビア半島と同様に北アフリカ、東アフリカ、西アフリカの間の文化的交差点である。このように、伝統的な民族音楽から20世紀のスーダンのポピュラーな都市音楽、そして国際的に影響を受けた今日のアフリカのポピュラー音楽まで、豊かで非常に多様な音楽文化を持っている。
公の場での音楽とダンスに対する宗教的および文化的な反対にもかかわらず、音楽の伝統は常にほとんどのスーダン人に大きな人気を博してきた。標準アラビア語で歌うこととは別に、スーダンの歌手の大半はスーダン語で歌詞を表現し、それによって自国民の聴衆だけでなく、海外、特にエジプト、サウジアラビア、湾岸諸国に住むスーダン人の感情に触れている。政府によって公の生活が広範囲に制限されているときでさえ、公共のコンサートや結婚式の祝典、音楽やダンスによるその他の社交行事は、常にスーダンの文化生活の一部となっている。

## 民俗音楽およびその他の伝統的な音楽形式

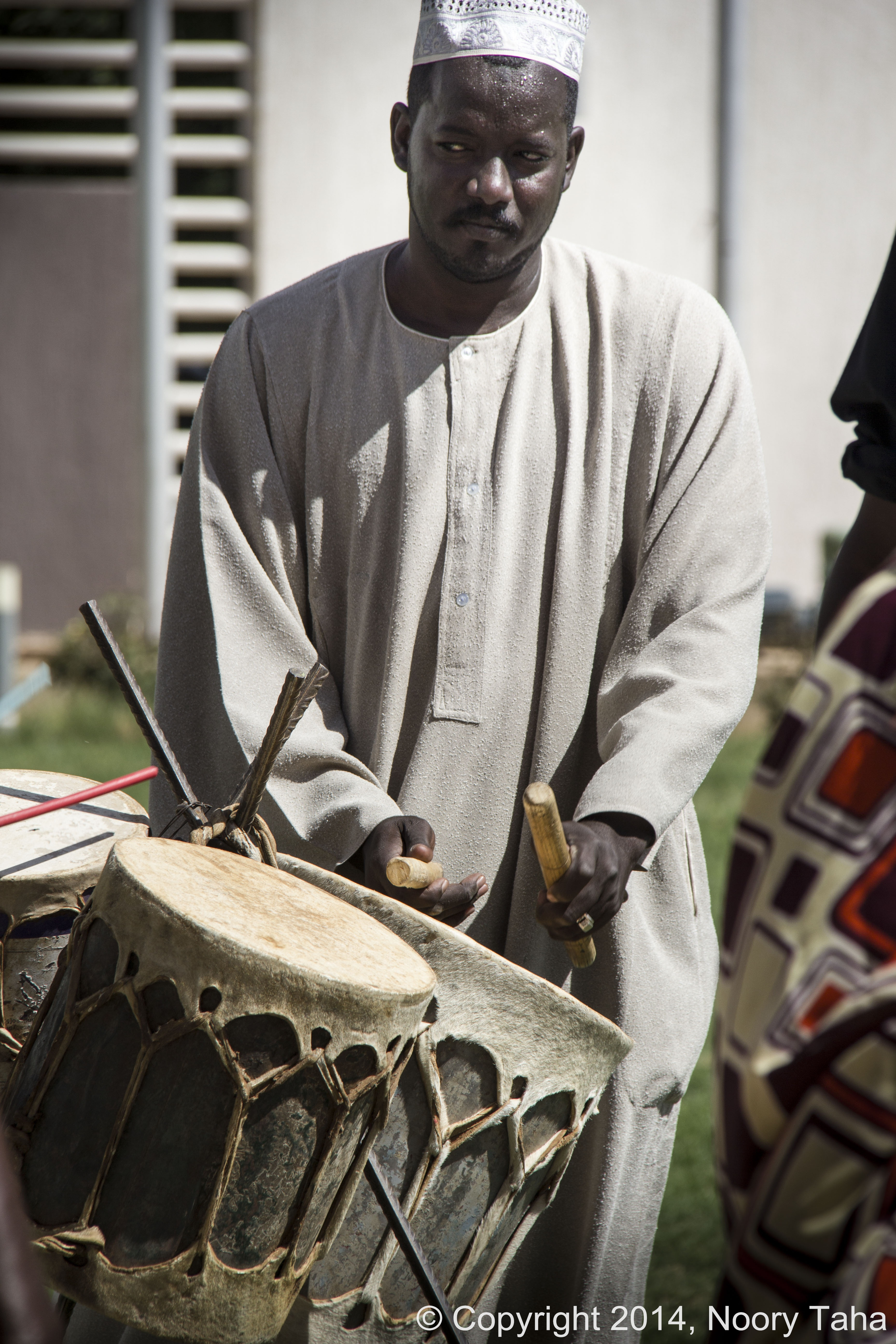
スーダンの伝統的な太鼓をたたく男性。

### 田舎の伝統音楽と踊り
他のアフリカ地域と同様に、スーダンの伝統的な音楽スタイルは古く、豊かで多様であり、さまざまな地域や民族グループが多くの異なる音楽的伝統を持っている。アフリカの音楽は、コミュニティの宗教的および社会的生活の不可欠な部分として常に非常に重要であった。歌、ダンス、器楽の演奏は、結婚式、割礼の儀式などの儀式や社交行事で、またはベドウィンの長いラクダのトレッキングに伴って使用される。これらのパフォーマンスでは、音楽は常に社交的なイベントであり、パフォーマー、歌詞、音楽、およびダンスやその他の種類の音楽イベントの共有などのコミュニティの参加が特徴である。伝統的な音楽とその演奏は、熟練した音楽家によって世代から世代へと受け継がれ、正式に訓練を受けた音楽家や民族音楽学者による最近の例外を除いて、書き留められることはなかった。 
伝統的なアラビア音楽とは対照的に、ほとんどのスーダンの音楽スタイルはペンタトニックであり、パーカッションの同時ビートまたはポリリズムでの歌唱は、スーダンのサハラ以南の音楽のさらなる顕著な特徴である。スーダンの音楽には、斜めのメタファーを使用した叙情的な表現の強い伝統もあり、愛、部族の歴史、国の美しさについて語っている。彼のエッセイ「スーダンの歌 1908–1958」の中で、著者エル・サー・A.・ガドゥールは、20世紀初頭のラブ・ソングの歌詞の例を次のように翻訳した。
O beautiful one, draw near

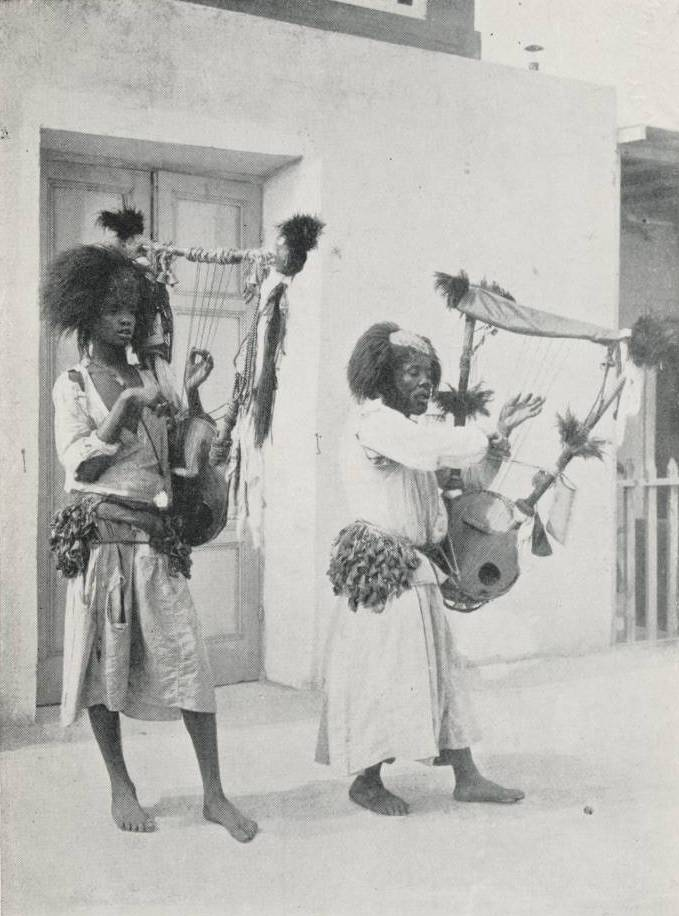
精巧な竪琴を持つ部族の吟遊詩人、1906年

Reveal your cheek's scarifications 

Let my elation be hallucination in love 

The sting of a scorpion 

Is more bearable than your disdain.
最も典型的な東アフリカの楽器の1つで、ヌビア音楽でタンブーラまたはキッサーと呼ばれ 、伝統的にそのような歌の通常の伴奏として歌手によって演奏されていたが、このスーダンの竪琴は20世紀にアラビア語のウードに大きく置き換えられた。ドラム、手拍子、ダンスは、伝統的な音楽演奏の重要な要素であり、伝統的な木琴、フルート、トランペットなどのアフリカの楽器の使用も同様である。この一例は、青ナイル州のベルタ族が演奏するアル・ワザと呼ばれる精巧な木製のひょうたんトランペットである。
100のモノが語る世界の歴史は、スーダン南部のバッファローの形をした大きな木製のスリット・ドラムを特徴としており、おそらく19世紀に大規模なアンサンブルでの伝統的なパフォーマンスや戦士を召喚するために作られた。ロンドンの大英博物館でも展示されている。オムドゥルマンの戦い(1898年) でマフディスト軍が使用したとされる銅製のケトル・ドラムは、ロンドンの国立陸軍博物館に収蔵されている。

### 伝統音楽における女性の役割

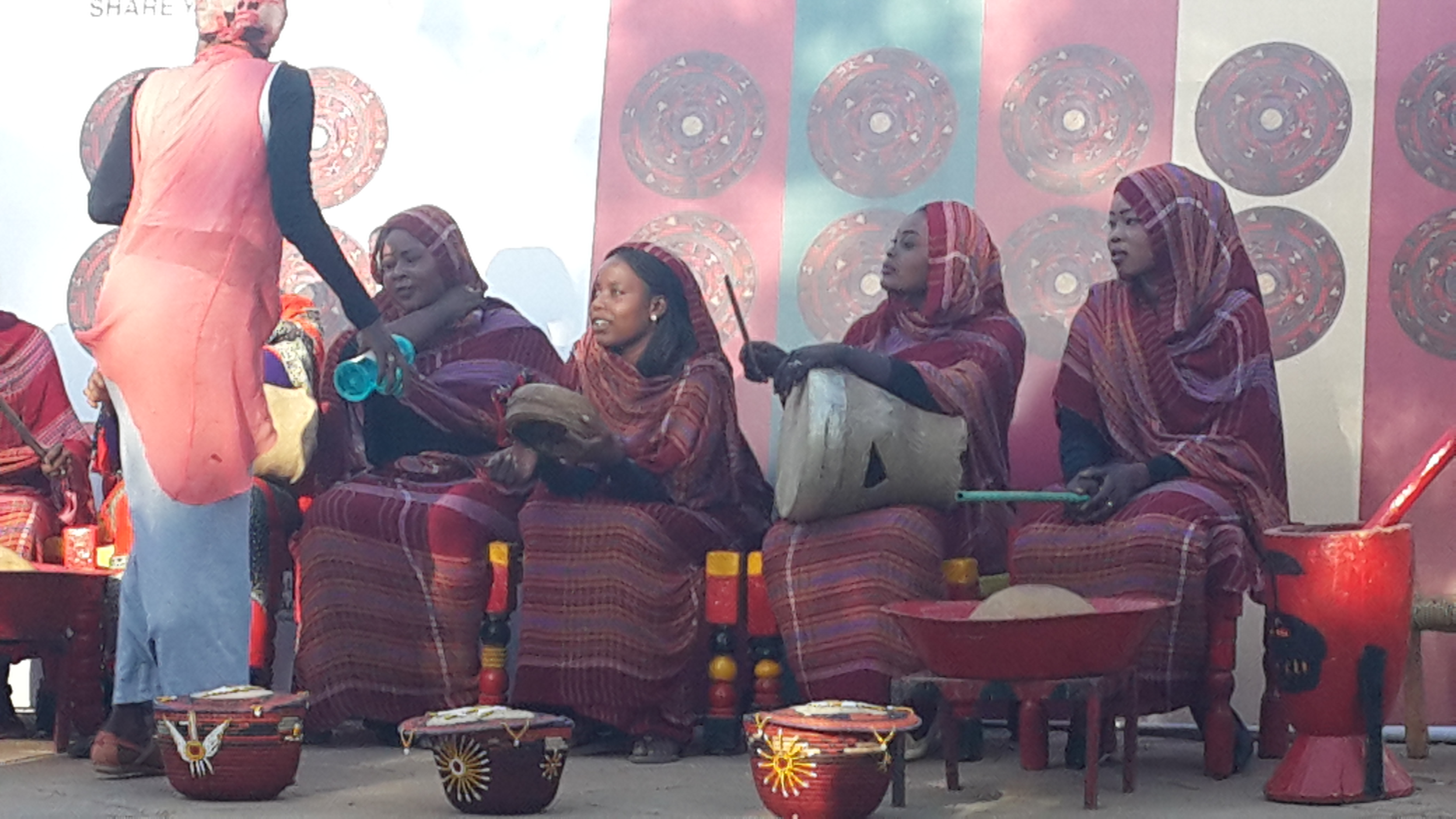
伝統的なお祭りや結婚式で演奏するスーダンの女性

多くの民族グループでは、著名な女性が、部族の美徳と歴史を社会的に祝う上で重要な役割を果たしている。民族音楽学者のロクサーヌ・コニック・カーライルは、ダルフールの歌手としての女性に関するレポートの中で、1960年代の3つの民族グループでのフィールドワークについて語っている。彼女は、ザガワ族の吟遊詩人に共通する特徴を次のように説明していた。
「全体を通しての自由な声のリズムとシンプルな拍子、1オクターブ以内の起伏のある一般的に下降するソロのメロディー、意味のあるテキストを非常に重視すること、トーンレベルに合わせたテキストの音節設定、そして一般的にリラックスした思慮深い歌の演奏 – これらがザガウィの女性吟遊詩人や専門家ではない歌手のレパートリーに存在する特徴です。 (...) 彼女の個人的な性格は人々の尊敬を勝ち取ったに違いありません。 彼女は最も頭が良く機知に富んだ歌手として認められなければなりません。 多くの場合、彼女は物理的な魅力のアイデアを具現化する必要があり、特に詩と即興の才能が必要であり、これらすべてが威厳のある人物に含まれています。」—Roxane Connick Carlisle、Women singers in Darfur, Sudan Republic (1976), p. 266
口頭詩における女性の役割のもう1つの伝統的な形式は、ハカマットと呼ばれるスーダン西部の歌手の賛美または嘲笑の歌である。これらは社会的地位の高い女性であり、雄弁さ、直感、決断力で尊敬されており、他の部族との争いに巻き込まれたときに、部族の男性を扇動したり中傷したりする可能性がある。これらのハカマットの社会的影響は非常に強いため、ダルフールの平和構築イニシアチブによって、紛争解決や環境保護などの現代の社会問題に影響力を行使するよう求められている。
スーダンの女性は、アガニ・アルバナト(少女の歌) でダルーカドラムを演奏する歌手やミュージシャンとしての役割と、ザールと呼ばれる精神的な音楽パフォーマンスで、家庭でも広い地域でも知られている。憑依した者から悪霊を追い払うことができると信じられている。

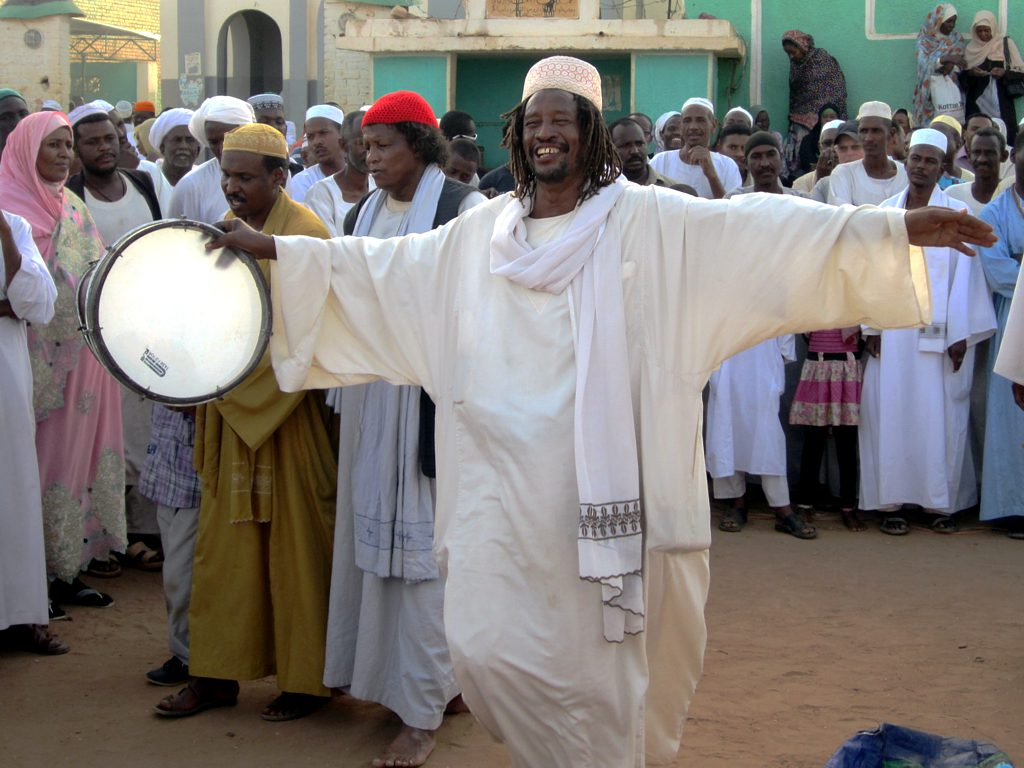
オムドゥルマンのシェイク・ハメド・エル・ニルの墓で金曜日の午後のジクルに参加したスーフィーの参加者。

### 宗教的な形式の朗読とパフォーマンスとしてのジクルの儀式
スーダンの数多くのスーフィー修道会は宗教的で神秘的なグループであり、祈り、音楽、儀式の踊りを使用して、ジクル(記憶) と呼ばれるイスラムの伝統で変容した意識状態を達成する。しかし、これらの儀式化されたジクルの儀式は、信者によって音楽演奏としてではなく、祈りの一形態と見なされている。各修道会または修道会内の血統には、ジクルの1つまたは複数の形式があり、その典礼には朗読、太鼓による楽器の伴奏、ダンス、衣装、香が含まれ、エクスタシーとトランスにつながることもある。ジクルの儀式は、オムドゥルマンのシェイク・ハメド・エル・ニルの墓のように、金曜の午後遅くに行われることが最も多い。

## ブラスバンドと現代スーダン音楽の起源
1920年代初頭以降、ラジオ、レコード、映画、そしてその後のテレビは、新しい楽器やスタイルを導入することで、スーダンのポピュラー音楽の発展に貢献してきた。すでにトルコとエジプトの支配の間、そしてその後独立するまでの英エジプトのコンドミニアムの間に、最初はエジプト、次にイギリスの軍楽隊は、特にスーダン兵士の音楽訓練と西洋の金管楽器の導入を通じて、その足跡を残した。社会史家のアフマド・シカインガによると、「軍楽隊のスーダン人メンバーは、近代化と土着化のプロセスをリードする最初のプロのミュージシャンとみなすことができる」。今日でも、このようなマーチング・バンドはスーダンの特徴的な要素を表しており、独立記念日やその他の公式の祝賀会で国歌を演奏している。

## 現代スーダン音楽の発展

### 1920年代：ハギーバ、スーダンにおける現代ポピュラー音楽の起源

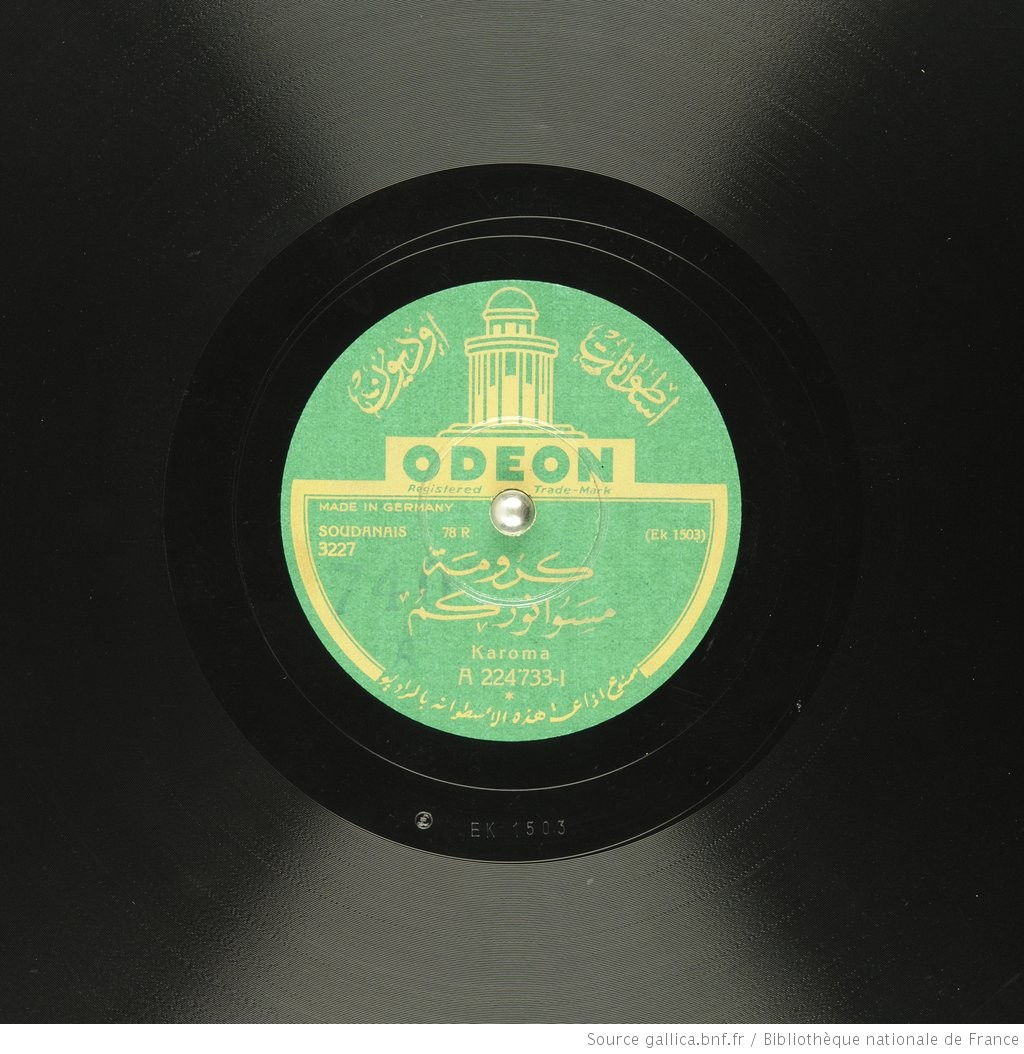
1920年代後半または1930年代のアブデル・カリム・カロウマによるハギーバの歌の2つの部分を含むSPレコード

現代のポピュラーなスーダン音楽の発展における最も強い文体的影響は、ハギーバ音楽として知られるようになった (「ブリーフケース」を意味する)。しかし、ハギーバという名前が1920年代のポピュラー・ソングに適用されるようになったのはずっと後のことであった。そのとき、ラジオ・プレゼンターのアーメド・モハメッド・サレーが、彼のショーはハギーバット・アル-ファーン (芸術的なブリーフケース) のためにブリーフケースに集めた1940年代のラジオ・オムドゥルマンで古いレコードについて話した。  
スーダンの音楽の歴史に関して、ハギーバというレーベルは、現代音楽の発展における重要な変化に適用される。部族の民謡や宗教的で敬虔な歌のメロディーから離れて、歌と歌詞の新しい都会的なスタイルが進化していた。このスタイルは、歌手のムハマド・ワド・エル・ファキや、後にワド・エル・ファキに触発されたムハマド・アーメド・サルールなどによって発足した。これらの歌は当初、マデーとして知られる預言者ムハンマドのために唱えるイスラムの賛美歌の声楽の伝統に触発された。 次第に、マデから知られるメロディーは、ワド・エル・ファキなどの歌手によって、新しい非宗教的な歌詞に添えられるようになった。スーダンのカルワと呼ばれる宗教学校で幼少期を過ごしていたワド・エル・ファキは、古典アラビア語の朗読、音声制御、正しい発音を学んでいた。エル・サー・A.・ガドゥールによると、ワド・エル・ファキは「オムドゥルマンの主要な民族コミュニティのいずれにも属していませんでした。これにより、彼は狭いアイデンティティから解放され、部族の壁を越えてより広い国民的所属への「一般的な」歌手になりました。」と述べた。
ハゲーバは、タンバリンのようなタールフレーム ドラムからパーカッションが鳴り、リード シンガーとコーラスによって歌われる、本質的に声楽として始まった。結婚式やその他の社交行事で上演され、すぐに人気を博した。1930年代、ムハマド・アフメド・サルールやハリル・ファラーなどのスーダン人ミュージシャンの78回転の蓄音機レコードが初めて商用化され、カイロで録音され、オムドゥルマンから販売された。オムドゥルマンから、この新しい音楽がハルツームやその他の都市中心部のリスナーに広がった。

### 1930年代から1950年代：レコード、ラジオ、音楽ホールによるポピュラー音楽の台頭
1920年代半ば以降、ピアノ、アコーディオン、バイオリンなどの近代的な楽器やレコード、レコード・プレーヤーが輸入された。 1930年代、ゴードン・メモリアル・カレッジの音楽会社を含む多くの音楽会社がスーダンで設立された。そのメンバーの1人であるモハンマド・アダム・アッダムは、スーダンで最も初期の正式な作品の1つであるAdhamiyaを作曲し、今でも頻繁に演奏されている。
この時代のパイオニアはしばしばシンガーソングライターであり、カロウマと呼ばれる多作のアブダラ・アブデル・カリム、革新的なイブラヒム・アル・アバディ、詩人兼歌手のハリル・ファラーを含む。愛国歌「アッザ・フィ・ハワク」を歌い、スーダン国民運動で活躍した。アル・アバディは、伝統的な結婚式の詩と音楽を融合させる非正統的なスタイルで知られていた。さらに、スーダンの女性によるリズミカルな合唱の特定のスタイルは、1930年代にタム・タムと呼ばれる賛美歌から発展した。白ナイル川のコスティに由来するタム・タムの歌詞はロマンチックであったが、時には女性の生活の困難についても語っている。音楽はダンサブルで、都会の中心部で急速に人気を博した。
1940年代には、ラジオ・オムドゥルマンでの音楽番組の台頭により、新しい名前の流入が見られた。著名なパフォーマーには、イスマイル・アブドゥル・ムアイン、ハッサン・アティア、アーメド・アル・ムスタファが含まれる。もう一人のシンガーソングライターは、「現代歌唱の父」と呼ばれたイブラヒム・アル・カシフであった。アル・カシフは、ハギーバのパイオニアであるモハメド・アハメド・サルールのスタイルで歌い、アブデル・カリム・カロウマが始めたものに頼り、人気のある歌唱スタイルを更新した。ライブ・パフォーマンスのために、ハルツームにはセント・ジェームスとゴードン・ミュージック・ホールの 2 つのダンスホールもあった。
その後、スーダンのポピュラー音楽は、1940年代、1950年代、1960年代に支配的なスタイルである「ポスト・ハギーバ」と呼ばれるものに発展した。この時期は、ヴァイオリン、アコーディオン、ウード、タブラ、ボンゴ ドラムなど、東西両方からの楽器の導入が特徴であった。さらにストリングスセクションと金管楽器によるビッグバンドスタイルが誕生。エジプトと西洋の要素が混ざり合ったハギーバ後の音楽は、 al-aghani al-hadith (現代の歌) とも呼ばれている。

### 1960年代から1980年代：スーダンにおけるポピュラー音楽の黄金時代

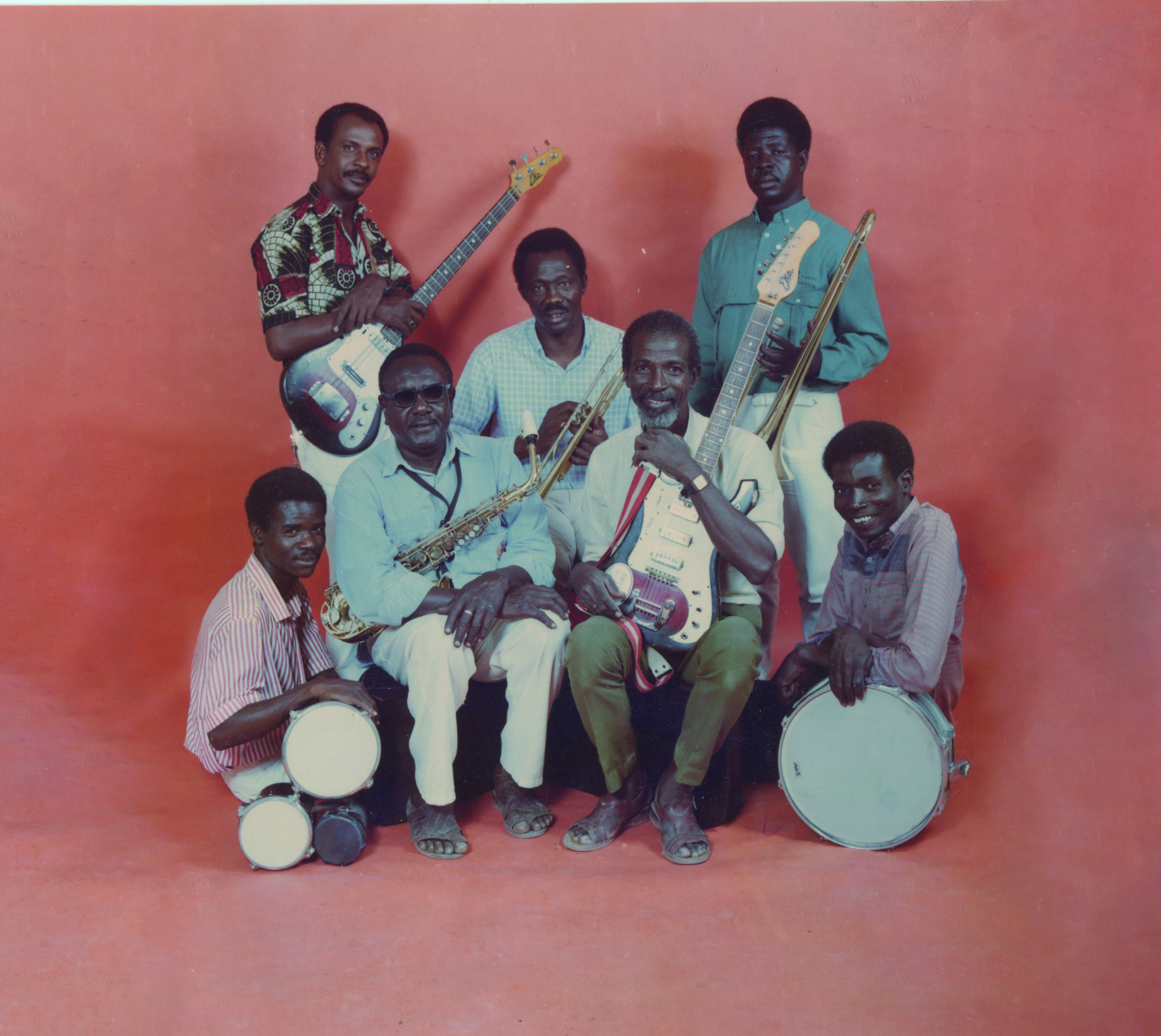
Sharhabil Ahmed と彼のバンド

1960年代、アメリカのポップ・スターが有名になり、オスマン・アラムやイブラヒム・アワドなどのスーダンのミュージシャンに大きな影響を与えた。後者は、ステージで踊った最初のスーダンのミュージシャンになった。これらの影響を受けて、スーダンのポピュラー音楽はさらに西洋化され、エレクトリック・ギターや金管楽器が導入された。ギター音楽も南部から来て、コンゴのギター・スタイルのように演奏された。スークースやキューバのルンバなどのコンゴ音楽は、スーダンのポピュラー音楽に大きな影響を与えた。
1950年代後半にキャリアをスタートさせたヌビアのシンガー・ソングライター、楽器奏者のモハメッド・ワルディは、スーダン初のスーパースターの1人になった。 1989年の軍事クーデターに続いて国外追放されたにもかかわらず、スーダン内外での彼の人気は、2002年に帰国し、2012年に亡くなるまで上昇し続けた。
シンガーソングライターのサイード・ハリファは、正式な音楽理論の訓練を受けた最初のスーダン人ミュージシャンの1人であり、1950年代初頭にカイロのアラブ音楽研究所で学んだ。他のスーダンの歌手と同様に、彼は標準アラビア語とスーダン語のアラビア語の両方で演奏したため、教育を受けたエリートと一般の人々の両方にアピールした。 ハリファは、彼の歌Ya Watani (My Homeland)とIzzayakum Keifinnakum (お元気ですか?) で知られている。
1970年代後半以降、新しい人気歌手はモスタファ シド・アーメドでした。若い頃教師をしていた彼は、ハルツームの美術音楽大学に入学し、マジューブ・シャリフのような多くの有名なスーダン詩人の歌詞に合わせて音楽を作曲し、自由への憧れとスーダンの人々の独裁への闘争をしばしば表現した。
現代のスーダン音楽の重要な発展は、グループシャーハビルと彼のバンド(オムドゥルマン出身の友人のグループ、つまりシャーハビル・アーメッドと彼の仲間のミュージシャンであるアリ・ナー・エルガリル、ファーガリ・ラフマン、カマイ・ハッサイン、マハディ・アリ、ハッサンによって形成された) によって導入された。シロウジーとアーメド・ダウッド。シャーハビルの妻でバンドのメンバーであるザキア・アブドゥル・ガシム・アブ・バカーは、スーダン初の女性ギタリストであった。彼らは、リズムセクションに重点を置いて、エレキギター、コントラバス、ジャズのような金管楽器を使用して、西洋のポップスやソウル・ミュージックに関連するモダンなリズムを導入した。歌詞も詩的で人気を博した。 2010年代後半まで、シャーハビルのバンドはスーダン音楽の主要な名前の1つであり、国内外で演奏を行ってきた。 1970年代後半の別の人気グループは、「スコーピオンズ アンド サイフ アブ バクル」と呼ばれていた。
1940年代以降、女性は音楽シーンでゆっくりと社会的に受け入れられるようになった。有名な歌手はウム・エル・ハッサン・エル・シャイギアであり、何よりもアイシャ・アル・ファラティヤは、1943年にはスーダンのラジオで歌った最初の女性であった。 1956年のスーダン独立の前後に活躍したもう1人の傑出した女性歌手および政治活動家は、ハワ・アル・タグタガであり、批評家のマグディ・エル・ジズーリが言ったように「彼女の伝統に従う若い世代のスーダン女性歌手に彼女が与えた道徳的および文化的正当性」に長続きする影響を残した。
1970年代、新しい女性グループの波がステージやラジオで目立つようになった。その中で最も有名なのがアル・バラビル（訳：ナイチンゲール）と呼ばれる三姉妹からなるバンドであった。彼女らは1971年にバンドとして結成され、多くのライブやテレビ番組に出演し、東アフリカ全体で非常に人気があった。1980年代には、そのパフォーマンスが官能的で挑発的であるとみなされた歌手、ハナン・ブル・ブルの台頭が見られた。彼女は当局に繰り返し拘留され、強硬派に殴打されることさえあった。
西洋のダンス・ミュージック、ロックやポップ・ミュージック、アフリカ系アメリカ人の音楽などの国際的な人気ジャンルは、現代のスーダン音楽に大きな影響を与えている。他のアフリカ諸国と同様に、これらの影響の1つは軍のブラスバンドであった。そのようなバンドで演奏することは、多くの若い軍の新兵を惹きつけ、後に新しく学んだ音楽スタイルと楽器をポピュラー音楽に引き継いだ。その結果、(スーダンの)ジャズと呼ばれる一種のダンス・ミュージックが生まれた。これはアメリカン・スタイルのジャズとは関係はないが、東アフリカ全体の他のモダン・ダンス・ミュージック・スタイルに似ている。この時代の著名なバンド・リーダーには、アブデル・ガディール・サリムとアブデル・アジズ・エル・ムバラクが含まれ、どちらも国際的な名声とアルバムの配布を達成している。
振り返ってみると、1960年代から80年代までは「スーダンのポピュラー音楽の黄金時代」と呼ばれていた。この期間は、米国とドイツの研究者がその時代の既存の録音を探していた2018年に再発売されたCDアルバムによって記録された。この調査の結果、スーダンのポピュラー音楽のデジタル・アルバム数枚がデジタル・リマスターされた。これらには、アブデル・アジズ・エル・ムバラク、カマル・タルバス、コジャリ・オスマン、アブ・オベイダ・ハッサン、カマル・ケイラ、シャルハビル・アーメド、ハナン・ブル・ブル、サミラ・ドゥニア、そして最も有名なモハメド・ワルディのようなスターが含まれ、国際市場で入手可能になった。
スーダンのミュージシャンの間で特別な地位を与えられるのは、1978年にカイロに定住し、ヨーロッパの伝統におけるクラシックおよび現代音楽のエジプトで重要な人物の1人となった、作曲家、ミュージシャン、音楽監督のアリ・オスマンである。スーダンで独学のロック・ミュージシャンとしてキャリアをスタートさせた後、クラシック音楽に転向し、スーダンやエジプトの影響を受けた交響曲を作曲し、国際的に演奏された。

### 1990年代〜2000年代：シャリア法による制限とポピュラー音楽の衰退
1989年の軍事クーデターの後、イスラム主義政府がシャリア法を課したことで、ミュージック・ホールや野外コンサートの閉鎖、ミュージシャンとその聴衆に対するその他の多くの制限がもたらされた。この国で最も著名な音楽家や作家の多くは、公の場から締め出され、場合によっては投獄されることさえあった。ウードの個人的な演奏スタイルが他のミュージシャンに影響を与えたモハメッド・アル・アミンやモハメド・ワルディのような他の人々は、カイロや他の場所に亡命した。伝統音楽も被害を受け、女性が音楽とダンスを通じて悪霊を呼び起こし、追い払う東アフリカのザールの儀式が中断され、「異教徒」と見なされた。この女性のための儀式の文脈において、コルドファンで生まれ、ハルツームで育った歌手のセトナは、1989年にカイロに移住する前に、「タリク・スーダン」と「ヘナの女王」と呼ばれる2枚のアルバムを出版し、彼女の歌のいくつかはヘナの儀式に関連していた。1990年代にスーダンの音楽シーンに登場したもう1人の歌手およびポピュラー・ソングの作曲家は、ナダ・アル-クァラーである。彼女の歌、ビデオ・クリップ、メディア・インタビューを通じて、アル・クァラーは社会生活とジェンダーの役割について保守的な見解を示してきた。これと、スーダンとナイジェリアの裕福な後援者による支援は、彼女が軍事政権に近いと非難し、批判を引き起こした。一方、彼女の音楽と公の場での出演は、20年以上にわたって幅広いファンを獲得してきた。

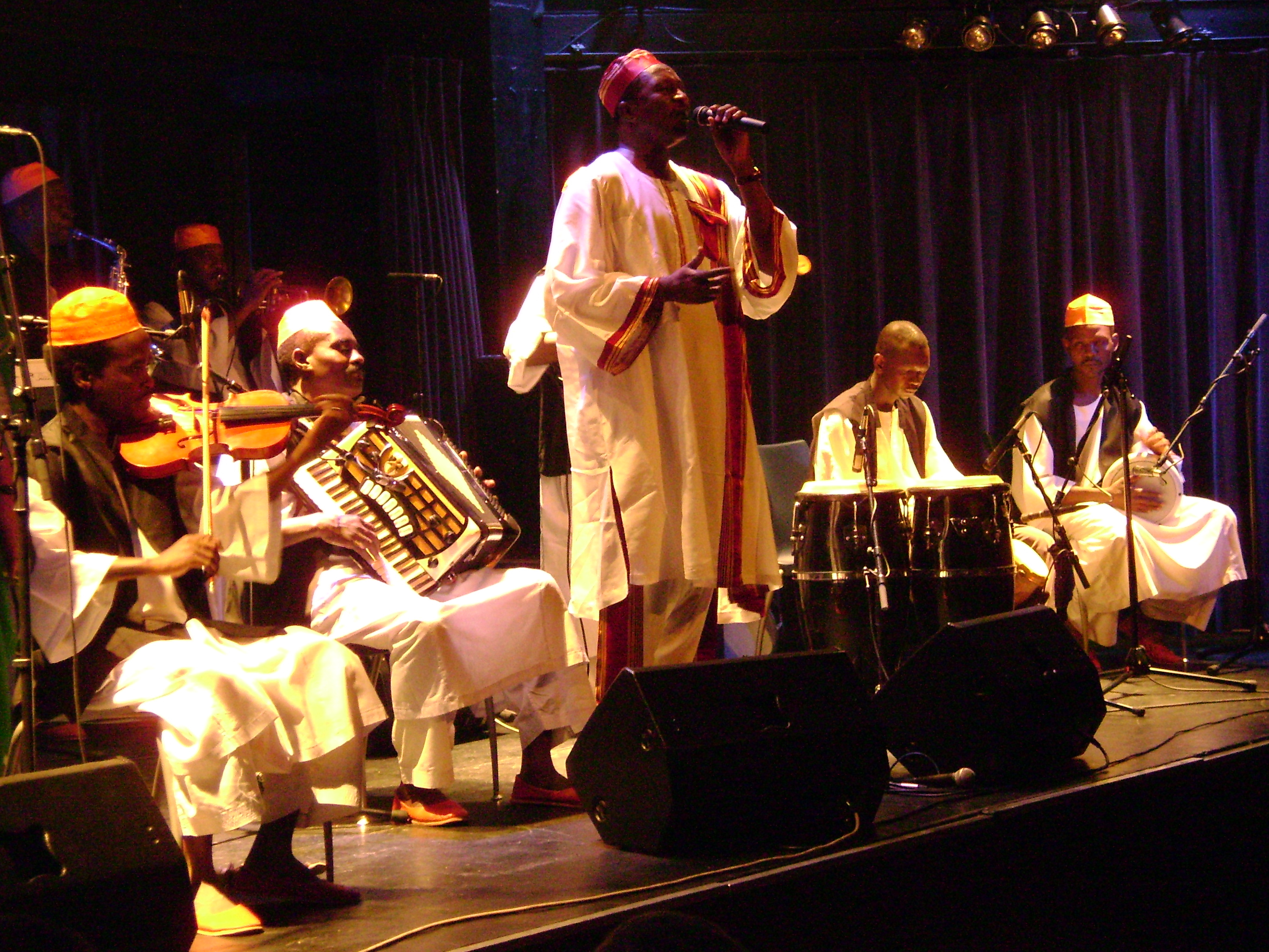
シンガーソングライターのオメル・イサスとダルフールからの平和の使者たち

人気歌手のアブ・アラキ・アル・バクハイトは政治歌の演奏を禁止されたが、最終的には当局を無視して演奏を続けることができ 、2019年のスーダン革命中にカムバックした。スーダン南部の歌手ユシフ・ファタキのように、ラジオ・オムドゥルマンによってすべてのテープが消去された人もいる。この時期に引き続き人気を博した他のパフォーマーには、アブデル・カリム・アル・カブリやマフムード・アブドゥルアズィーズが含まれ、どちらも非常に長く多様なパフォーマンスと録音の歴史を持ち、モハメッド・アル・アミンとモハメド・ワルディも同様である時折ワルディや詩のリサイタルに同行する盲目のウード奏者アワド・アフモディは、彼の典型的なスタイルとペンタトニック・スケールでウードを演奏する独特のスタイルで知られている。
1980年代後半にキャリアをスタートさせ、軍事政権による嫌がらせにも苦しんだもう1人のミュージシャンは、オマー・インサスである。ダルフール南部の出身である彼と彼のバンドは、ダルフールの国内避難民キャンプ、ハルツーム、国際舞台の両方で、平和と和解のメッセージを演奏し、広めてきた。
スーダンで人気を博した外国人ミュージシャンには、レゲエのスーパースター、ボブ・マーリーやアメリカのポップシンガー、マイケル・ジャクソンが含まれ、ジェームス・ブラウンのファンクは、カマル・キーラなどのスーダンのパフォーマーに影響を与えた。ラジオ、テレビ、カセット テープ、デジタル録音による国際的なポップ・ミュージックの広がりは、英語で歌うスーダンのミュージシャンの数を増やし、彼らの音楽を外の世界と結びつけた。 – 当時の政府が音楽、ダンス、演劇を思いとどまらせたにもかかわらず、ハルツームのスーダン科学技術大学の音楽演劇大学は1969年から存在し、コースと学位を提供し続け、若者に音楽や演劇を学ばせた。

### 2000年代〜現在

#### レゲエ、ヒップホップ、ラップ
他の国と同様に、レゲエ、ラップ、またはヒップホップの音楽は、ライブパフォーマンスとインターネットの両方で、地元の才能と国際的な若い聴衆を結びつけている。2018年、スーダン人ジャーナリストのオラ・ディアブは、スーダンと、米国、ヨーロッパ、または中東のスーダン・ディアスポラの両方から、今後のアーティストによる現代的なミュージック・ビデオのリストを公開した。そのうちの1人はスーダン系アメリカ人のラッパー、ラミー・ダウードで、もう1人はスーダン系イタリア人のシンガー兼ソングライターのアミラ・キールである。
2018年12月にスーダン革命が始まって以来、ミュージシャン、詩人、ビジュアル・アーティストは、主に若者主導の運動で重要な役割を果たしてきた。2019年4月25日にスーダン軍司令部の外で行われた座り込みでの衝撃を引き合いに出し、スーダン系アメリカ人のラップミュージシャン、アイマン・マオの曲「ダム」(訳して「血」)が「スーダン革命の賛歌」と呼ばれた。オラ・ディアブによれば、「都会の若い音楽家たちは、その音楽的才能と創造性を駆使して、アル・バシール大統領とその政権に対する抗議者たちの反乱を表現してきた」と述べた。
南スーダンのジュバで生まれた人気のオーストラリアのヒップホップ・ミュージシャン、バングスなどの国際的なアーティストは、これらのジャンルを、数では力を持っているが政治的に疎外されている何百万人ものアフリカの若者のための平和、寛容、コミュニティへの道と見なしている。南スーダンの歌手、エマニュエル・ジャルの例が示すように、歌詞は子どもの兵士にさえも届き、異なるライフスタイルを想像する力を持っている 。『Innocence Lost: When Child Soldiers Go to War』(2005年) の著者であるジミー・ブリッグスは、「音楽グループは軍隊ではありませんが、問題が発生する前に強力な社会的メッセージを発することができます」と同意している。

#### 21世紀のアーバンコンテンポラリーミュージック
スーダンでは、レコーディング・スタジオで最新の楽器やデジタル・メディアを使用して音楽を制作できるようになって以来、Capital Radio 91.6 FM などのプライベート (オンライン) ラジオ局を聴いたり、ミュージック・ビデオを見たりする人が増えている。表現の自由が制限されている他の国と同様に、スマートフォンの使用は、特に若者、都市部、教育を受けた人々、そして最も重要なことに、スーダンの女性に、友人や遠い親戚との交換のための比較的安全なスペースを提供し、娯楽、学習、または一般的な情報源など多くの情報にアクセスできるようにしている。
2018〜2019年のスーダン革命までは、公共コンサートの許可は警察だけでなく文化省も取得する必要があった。午後、すべての公開イベントを終了する必要があった。ほとんどの若い聴衆はチケットを購入するのに十分なお金を持っていなかったため、オムドゥルマンの国立劇場、スーダン国立博物館の庭園、ハルツームのグリーン・ヤード・スポーツ・アリーナなど、ほとんどのコンサートが無料で提供された。フランス、ドイツ、イギリスの文化センターの敷地内でも音楽公演が開催され、若いアーティストに保護された環境で演奏する機会を与えた。訪問アーティストとのワークショップや、国際的なサマ・ミュージック・フェスティバルのようなフェスティバルは、スーダンの若い音楽家にスキルと経験を向上させる機会を与えている。
この時代の有名な地元のアーティストは、イグド・アル・ジャラドのミュージシャンであり、そのグループは長年にわたって批判的な表現で知られている 。当時の支配的な政府にもかかわらず、彼らは国への愛について多かれ少なかれ明白な歌詞を歌い、彼らはそれを彼らの遺産と未来として主張している。イスラム・エルベイティは若いスーダンの女性ベース奏者、ラジオ・パーソナリティ、社会変革活動家である。スーダン ディアスポラの重要なグループのメンバーとして、 アルサラー&ザ・ヌバトーンズ、 シンカネ、またはラッパーのオディッシーは、米国に住むスーダン出身のミュージシャンの例である。
オムドゥルマンのアフファド女子大学で音楽を学んだ後、ハルツームのドイツ文化研究所でワークショップやコンサートに参加した後、サルーテ・ヤイ・バノット (「女の子への敬意」) と呼ばれる若い女性のバンドが有名になった。彼女らの曲、African Girl は、YouTubeだけで130,000回以上再生され、ベイルートで開催された人気の音楽番組「Arabs Got Talent」への招待を獲得した。このバンドを去った後、リード・シンガー、作曲家、キーボード奏者の1人であるヒバ・エルギゾウリは、シンガー・ソング・ライターとしてのキャリアを追求し、自身のミュージック ビデオを制作した。

2010年代以降のスーダンのアーバン・ミュージックの新しいトレンドはザニグと呼ばれ、アンダーグラウンド・ミュージックの一形態として人気を博し、海賊版の録音、ライブ・ショー、公共交通機関の音響システムを通じて広まった。文化ジャーナリストであり、リフトバレー研究所のフェローであるマグディ・エル・ジズーリは、次のように説明した
アイマン・アルルボ王によって開拓されたこの海賊版音楽ジャンルは、西アフリカのビートとエジプトのマラジャナートスタイルの融合であり、加速と減速が頻繁に繰り返され、テクノ・スタイルの繰り返しが行われます。ザニグの女王たちは、「アンチベイビー・ピル」と「MILF」の機関について歌い、次のようなレストランでのお金という格言で自己紹介します。」 
。2020年には、アラビア語のウード・ハウス( Bayt al-Ud al-Arabi ) の地方支部がハルツームに開設され、アラビア語の楽器ウードとカヌン、伝統的なアラビア音楽の伝統を教えることに専念し、イベントの中心となった。アラビア語のウード・ハウスは、著名なイラクのウード奏者で作曲家のナシール・シャマによって始められた音楽センターのネットワークであり、カイロに本部があり、エジプトのアレクサンドリア、アルジェリアのコンスタンティン、アラブ首長国連邦のアブダビに支部がある。
2022年、ポート・スーダンの新しいバンドノーリと彼のドーパ・バンドがOstinato recordsのミュージック・ビデオとアルバムを公開した。彼らの音楽はベジャ族の伝統音楽と現代音楽にインスパイアされており、伝統的なタンブーラ(竪琴) とエレクトリック・ギター、サックス、エレクトリック・ギター、リズム・セクションを組み合わせて使用する。